# Villa Porto (Molina)
Villa Porto a Molina di Malo (Vicenza) è una villa veneta progettata dall'architetto Andrea Palladio nel 1570 e mai completata.

## Storia e descrizione

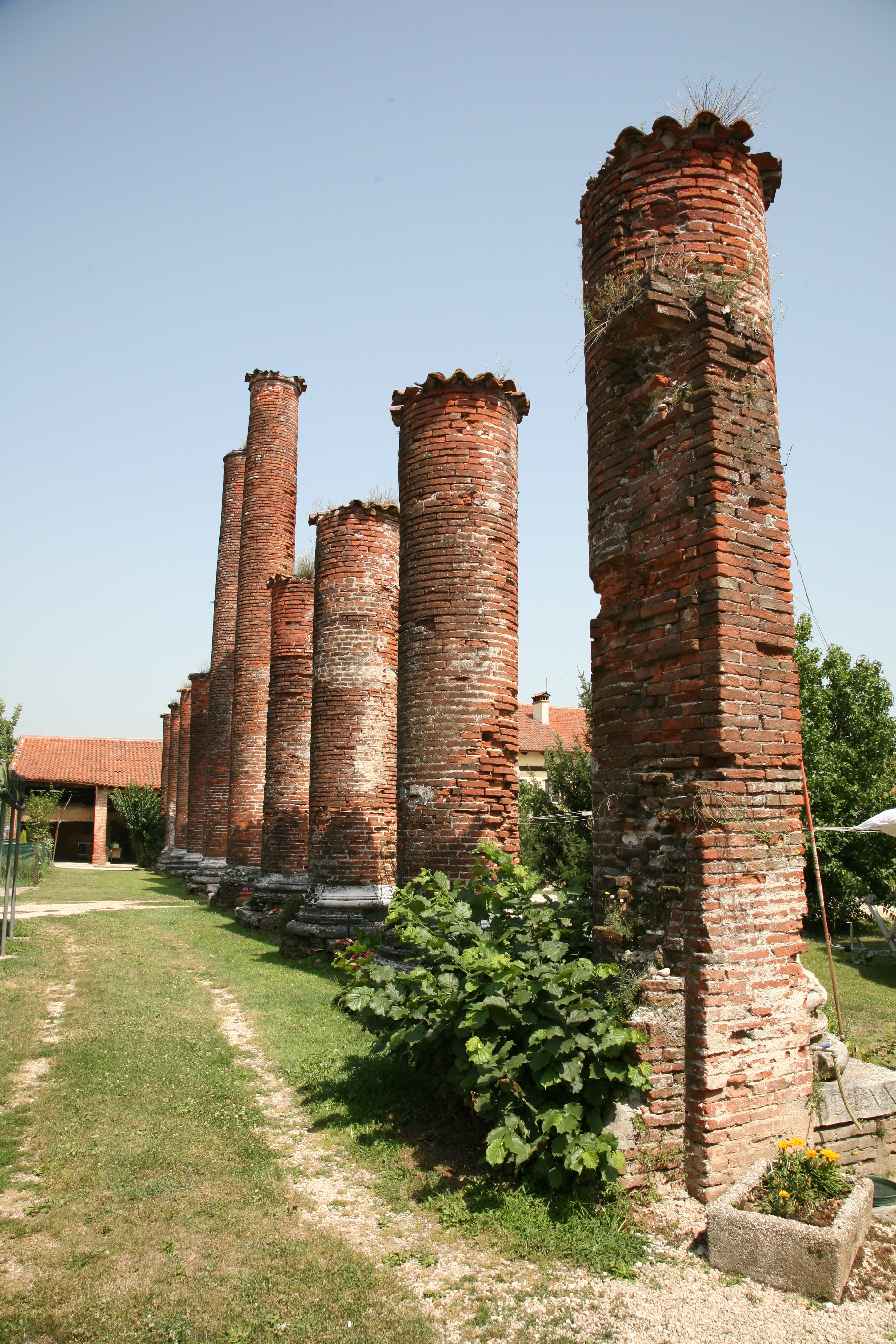
Le grandi colonne superstiti di Villa Porto di Palladio

I dieci notevoli fusti di colonne in mattoni che dominano la grande corte quattrocentesca dei Porto a Molina testimoniano l'inizio di un grandioso progetto che Palladio realizza per Iseppo da Porto: il nome del committente è infatti inciso sui plinti delle basi in pietra delle colonne, accanto alla data 1572.
Ricco esponente di una delle più importanti famiglie vicentine, cognato di Adriano e Marcantonio Thiene (committenti dell'omonimo palazzo palladiano), Iseppo da Porto già possedeva in città un grandioso palazzo realizzato da Palladio oltre vent'anni prima.

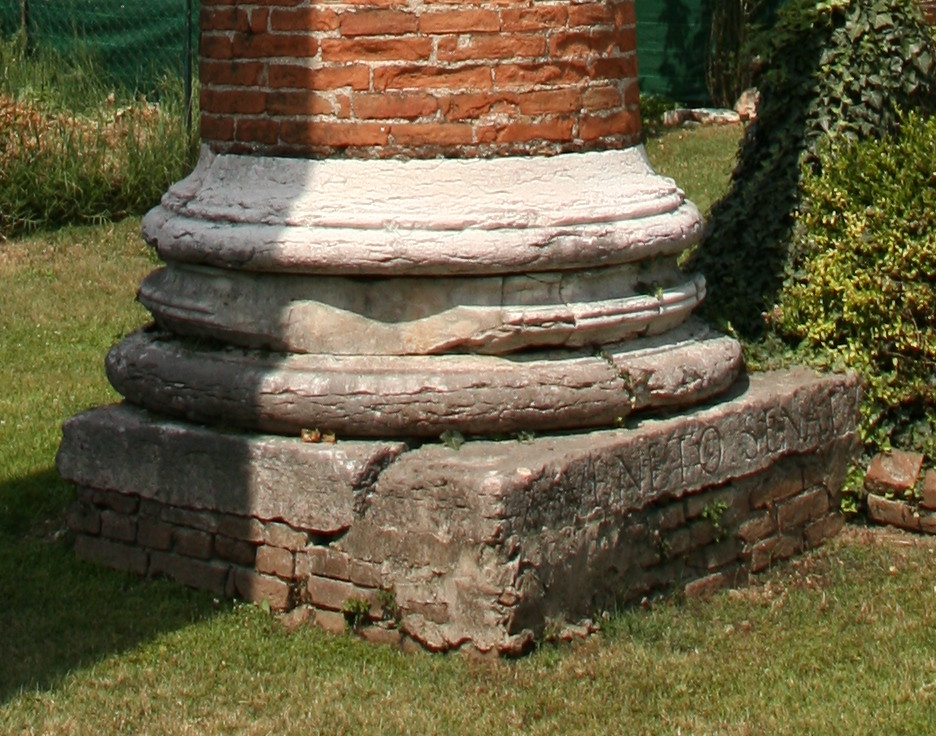
Base di una delle colonne

Dai documenti d'archivio è possibile comprendere che le enormi colonne non sono il frammento di una barchessa monumentale, come quella per i Pisani a Bagnolo, ma piuttosto la fronte di un vero e proprio edificio residenziale in campagna. L'enorme colonnato corinzio, citazione diretta di quello del pronao del Pantheon a Roma, avrebbe raggiunto un'altezza complessiva di oltre tredici metri. Porticati più bassi a forma di quarto di cerchio, ancora visibili nell'Ottocento, avrebbero collegato il corpo padronale agli annessi agricoli a destra e sinistra.
L'edificio richiama due altri progetti palladiani, villa Mocenigo alla Brenta e villa Thiene a Cicogna, mai realizzati ma documentati da diversi schizzi autografi e inseriti nei Quattro libri dell'architettura. Nel pubblicare il palazzo di città di Giuseppe Porto nei Quattro Libri, Palladio arricchisce il progetto originario con un cortile a ordine composito gigante, estremamente vicino a quello della villa alla Molina. La morte di Giuseppe, nel 1580, provoca l'arresto del cantiere, mai completato.